# Gianna Jessen

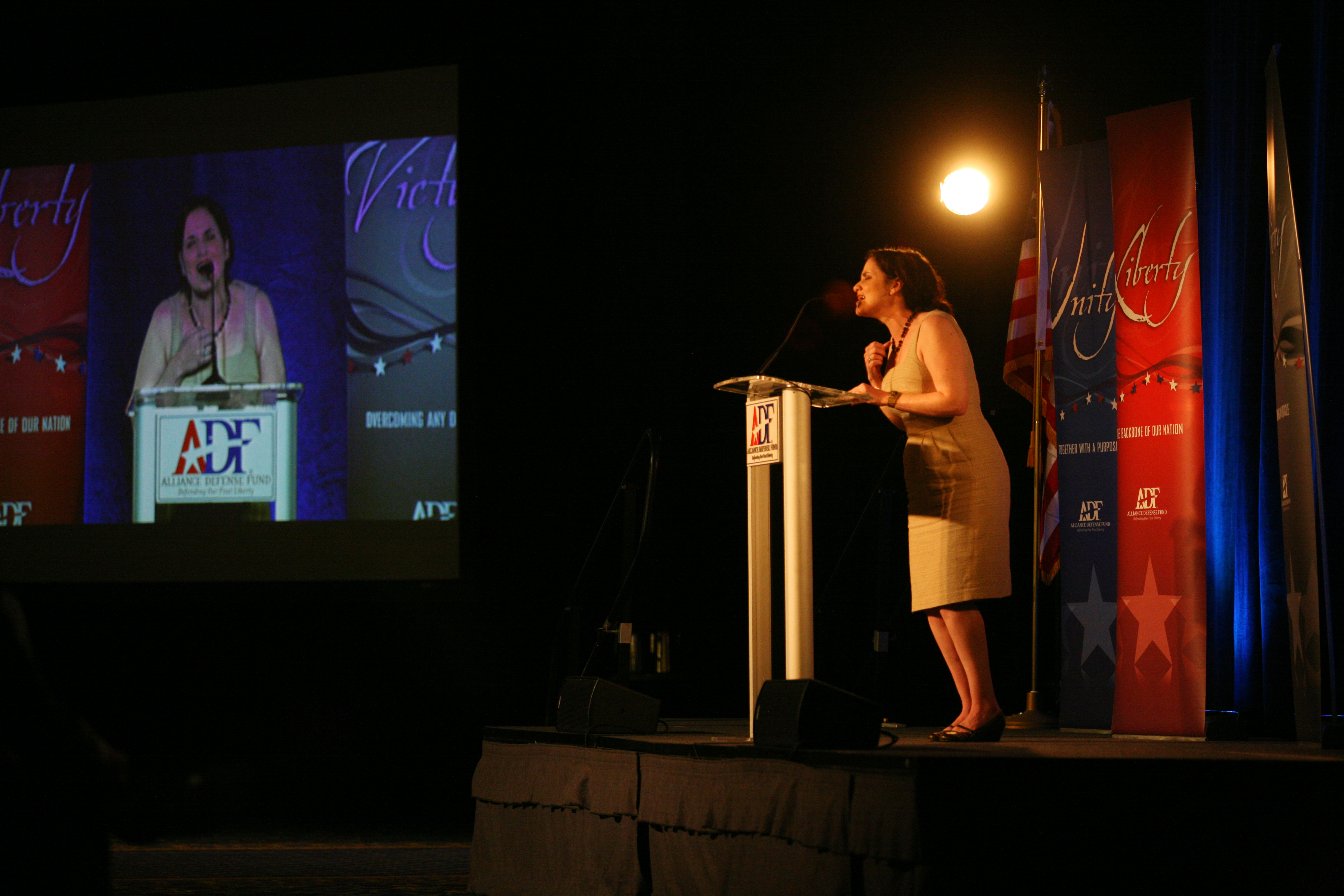
Gianna Jessen

Gianna Jessen (Los Angeles, 6 april 1977) is een Amerikaanse vrouw die volgens haar medisch dossier geboren werd na een mislukte abortus provocatus door middel van een zoutinjectie en op vierjarige leeftijd geadopteerd werd door Diana De Paul. Nadat Gianna de ware toedracht rond de gebeurtenissen bij haar geboorte had vernomen in 1989, werd ze in de jaren 90 een overtuigd pro-life activiste.